# Gerbillurus paeba
Gerbillurus paeba és una espècie de mamífer rosegador de la família dels múrids. Viu a Angola, Botswana, Moçambic, Namíbia, Sud-àfrica i Zimbàbue. Es tracta d'un animal nocturn i omnívor. Els seus hàbitats naturals són les zones de sòl sorrenc cobertes d'herba, matolls o alguns arbres. És una espècie en risc mínim, és a dir, no sembla que hi hagi cap amenaça significativa per a la seva supervivència.